# Sieroca 6

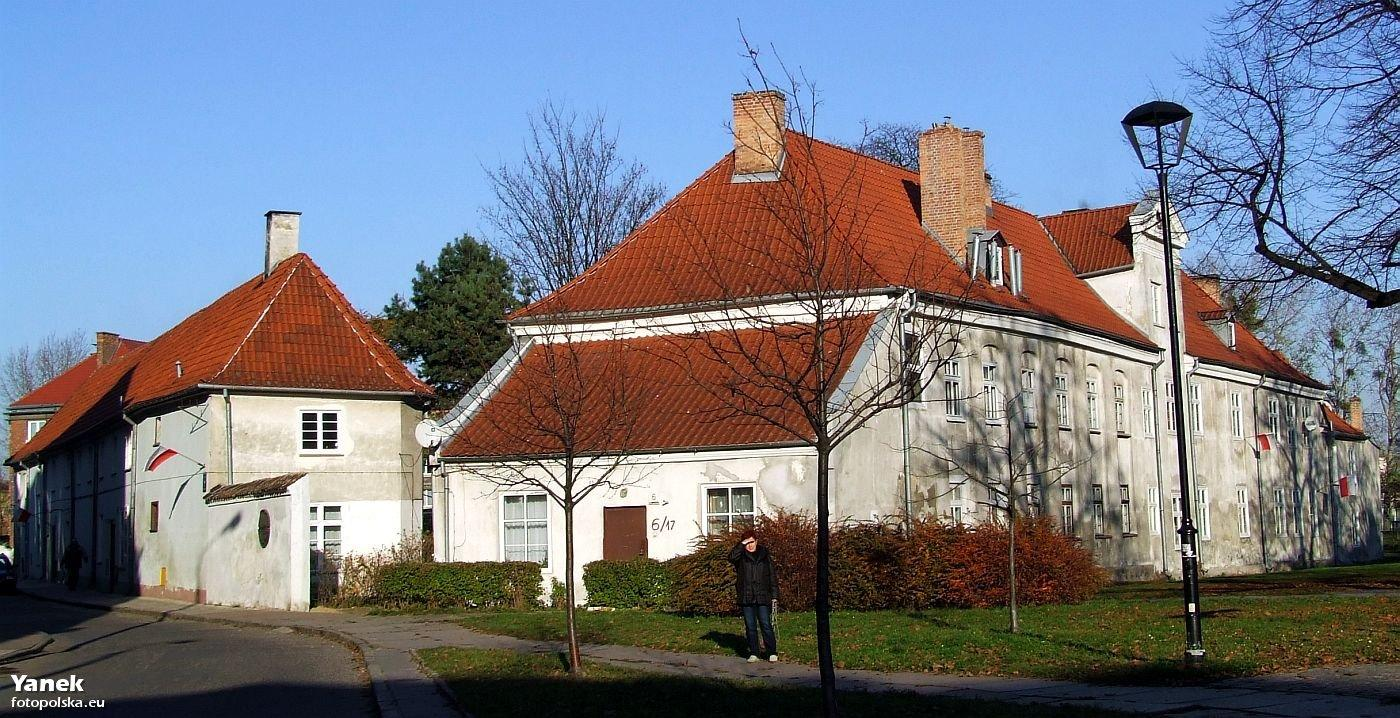
Gesamtansicht von der Sieroca

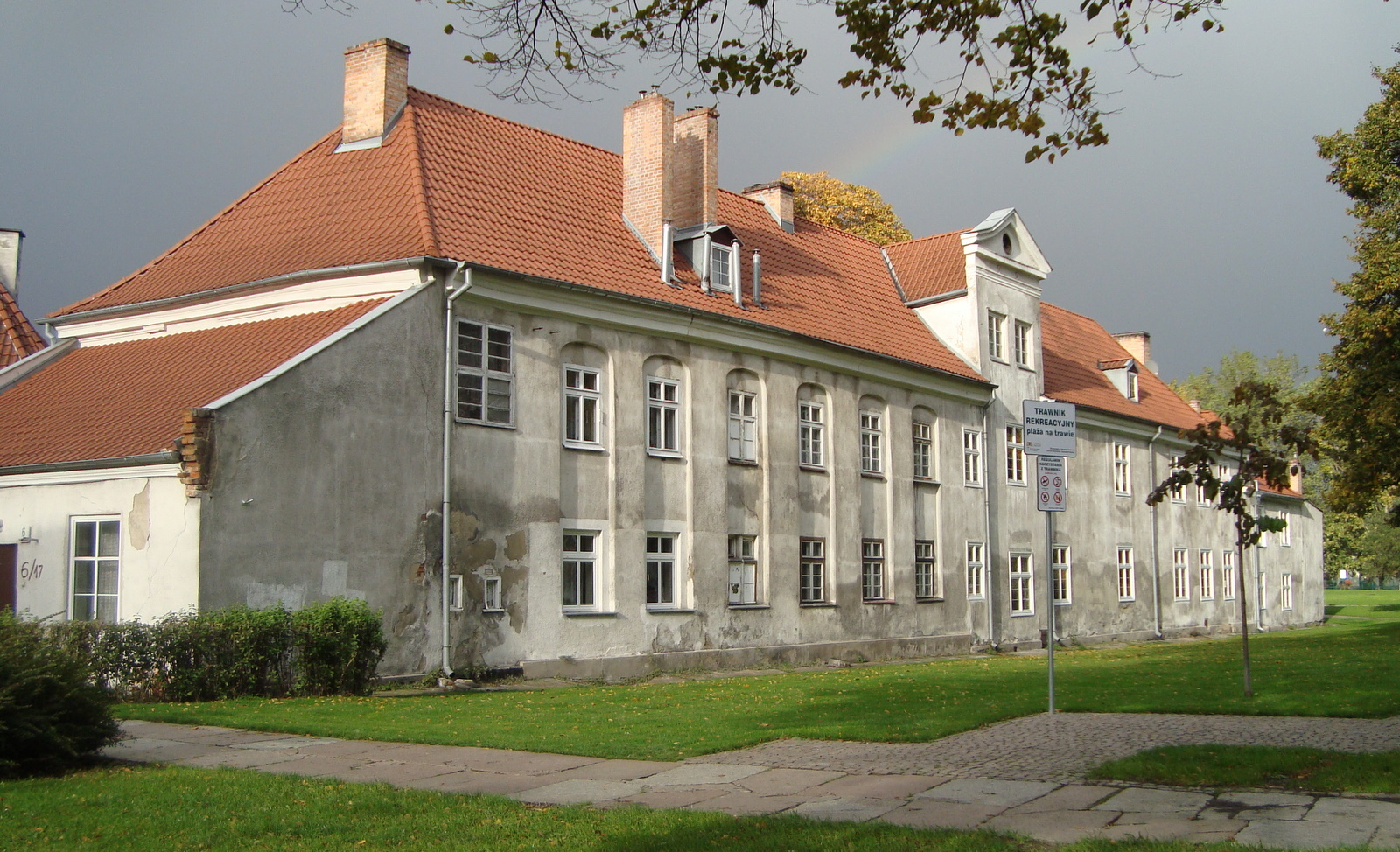
Südseite des Hauptgebäudes

Die Gebäude in der Sieroca 6, seit 2016 „Dom Daniela Chodowieckiego i Güntera Grassa“ (deutsch Daniel-Chodowiecki-und-Günter-Grass-Haus) sind ein Kulturdenkmal in der polnischen Stadt Danzig (Gdańsk). Das Bauwerk im Stil des Barocks wurde im Jahr 1699 als Spend- und Waisenhaus eröffnet. Es war namensgebend für die Straße Am Spendhaus bzw. Sieroca und diente bis 1906 als Waisenhaus der Stadt.

## Lage

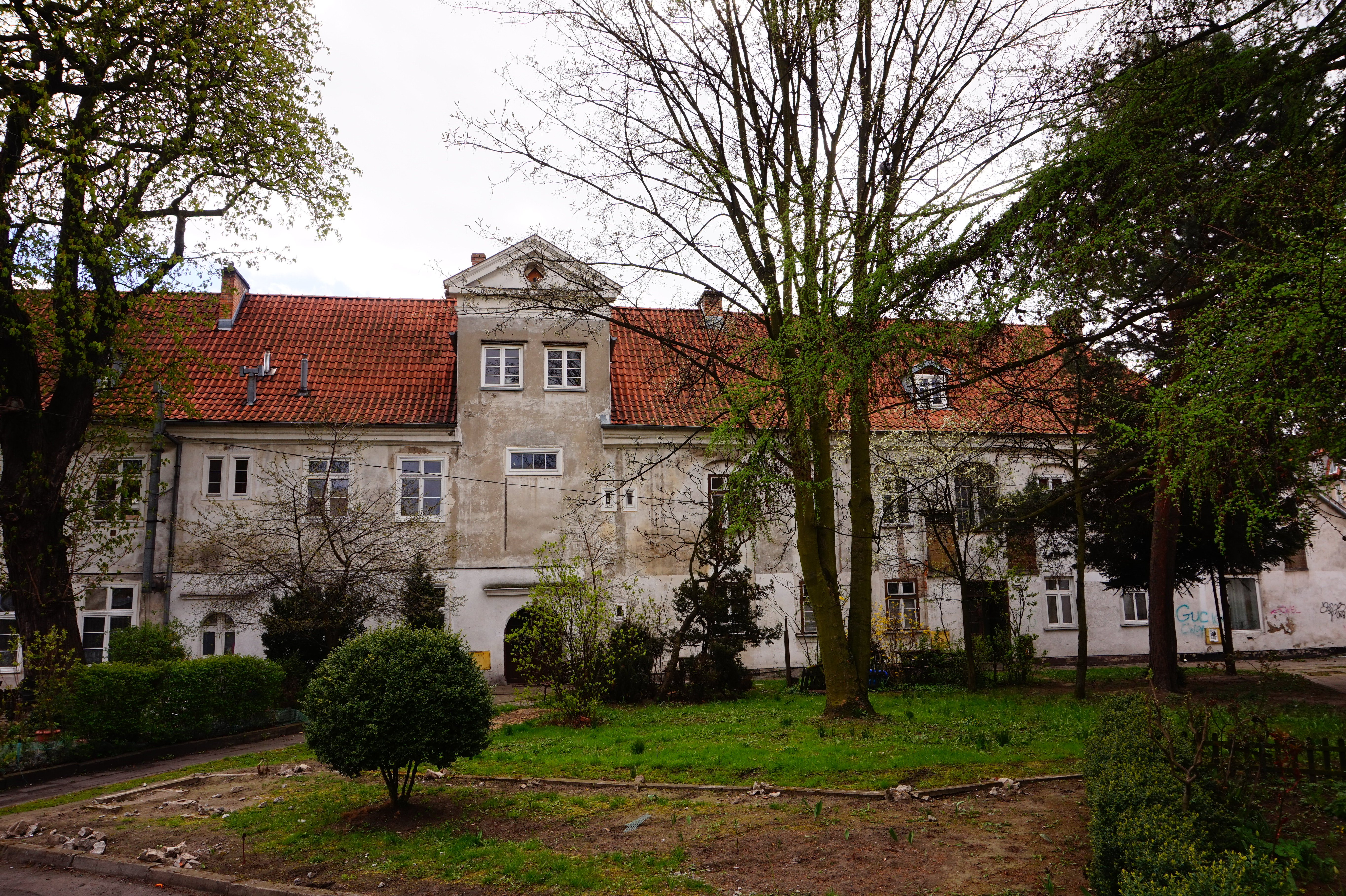
Nordseite des Hauptgebäudes

Die Gebäude befinden sich im Stadtbezirk Śródmieście (Innenstadt) im ältesten Stadtteil Hakelwerk (polnisch Osiek) der Danziger Altstadt. Entlang der Südseite verlief früher ein Zweig des Radaunekanals. Auf dem anschließenden Plac Obrońców Poczty Polskiej (ehemals Heveliusplatz, bis 1894 Zuchthausplatz) steht seit 1979 das Denkmal für die Verteidiger der Polnischen Post und das Polnische Postamt der Zwischenkriegszeit – heute das Muzeum Poczty Polskiej w Gdańsku (Museum der Polnischen Post in Danzig).

## Beschreibung
Das Hauptgebäude aus dem Jahr 1699 ist ein langgestreckter Bau mit 16 Fensterachsen und mehreren Anbauten. Der zweigeschossige Putzbau hat ein Walmdach. Das Zwerchhaus hat beidseitig einen klassizistischen Dreiecksgiebel. Die Kapelle im Westteil erstreckte sich über sechs Fensterachsen und zwei Geschosse. Nach 1906 wurde sie zurückgebaut, ebenso wie eine zweiläufige Vortreppe, die auf der Nordseite in das Obergeschoss führte. Die Nebengebäude stammen aus den Jahren 1712 und 1749.
Der Komplex des ehemaligen Spend- und Waisenhauses ist ein wertvolles Baudenkmal und ein Beispiel des früheren Systems der Armenfürsorge. Es ist in diesem Teil von Danzig das älteste Gebäude.

## Geschichte
Die Vorstände des Gotteskastens von fünf Danziger Pfarrkirchen gründeten im Jahr 1550 das Spendamt, um Almosen an die Bedürftigen zu verteilen. Im Jahr 1653 wurde der Bereich des Hospitals von der Fürsorge für die Hausarmen abgetrennt. Nachdem die Einnahmen des Spendamtes, die auf freiwilligen Gaben der Bürger beruhten, im 18. Jahrhundert erheblich zurückgingen, wurde 1788 ein eigenständiges Armeninstitut gegründet. – Das 1542 gegründete Kinderhaus, später ein Waisenhaus der reformierten Elisabethkirche, zog 1868 vom Stadtzentrum in den 3. Pelonker Hof (III Dwór in Polanki).
Pläne ein Armen- und Waisenhaus zu gründen, hatte es seit 1602 gegeben. Verwirklicht wurden diese erst Ende des 17. Jahrhunderts, nachdem das Spendamt den Baumeister Barthel Ranisch mit der Errichtung beauftragte. Die Mittel für den Bau stammten zum Teil aus Sammlungen, zum Teil aus einer Lotterie, die 1698 durchgeführt wurde. Der Bauplatz wurde nördlich des 1629 errichteten Zuchthauses gewählt. Auf ihm befand sich seit 1454 ein Pesthaus, das im Jahr 1592 abbrannte und 1602 wieder aufgebaut wurde. Während des Polnisch-Schwedischen Krieges diente es 1656 als Lazarett und verfiel seitdem.
Das Spend- und Waisenhaus wurde am 7. Dezember 1699 eröffnet. Die Stadtarmen wurden dort versorgt und zur Arbeit angehalten, gleichzeitig wurde es als Waisenhaus genutzt. Vier Jahre später hatte es 135 Bewohner, davon waren 90 Kinder. Ihre Zahl stieg nach der großen Pestepidemie von 1709  stark an – bis 1742 auf 307 Bewohner, davon 254 Kinder. In der näheren Umgebung wurde 1707 eine Schule errichtet. Der Andachtsraum im ersten Stock des Hauses wurde 1753 bis ins Erdgeschoss erweitert. König August III. von Polen stellte das Haus im Jahr 1752 unter seinen Schutz und stattete es mit Privilegien aus. Ein weiteres Privileg seines Nachfolgers Stanislaus II. August Poniatowski stellte 1765 uneheliche Kinder mit ehelichen Kindern gleich. Die Zahl der Bewohner wuchs 1771 auf 502, davon 417 Kinder. Die Zahl der Armen, die außerhalb des Werks durch die Krone finanziell unterstützt wurden, wuchs von 3092 in 1733 auf 5238 in 1768.
Mit der Gründung des Armeninstituts wurden seit 1788 (426 Kinder) nur noch die armen Minderjährigen betreut und beherbergt. Eine Lehrerin unterrichtete Lesen, Schreiben, Rechnen und den Katechismus. Frauen brachten den Mädchen das Spinnen, Nähen und Stricken bei. Es wurden Anstrengungen unternommen, die Jugendliche im Handwerk oder als Dienstmädchen unterzubringen. Ausgebildet wurden auch etwa 40 „Graue Mädchen“, die außerhalb der Anlage lebten. Im Hauptgebäude befanden sich eine Schule, ein Speisesaal, Krankenzimmer, eine Spendenkammer sowie die Wohnräume für Verwalter und Hauswirtschafterinnen im Dachgeschoss. Das Gebäude wurde mehrmals umgebaut und erhielt im 18. und 19. Jahrhundert mehrere Nebengebäude.
Bei 30 und 40 Kindern in einem Raum war die Sterberate sehr hoch, besonders die Krätze forderte einen tödlichen Tribut. Aber erst 1797 konnte die Kindersterblichkeit durch Sanierung, Reformen und verbesserte Hygiene radikal gesenkt werden. Einen Beitrag lieferte die Senkung der Kinderzahl. Im Jahr 1835 beherbergte die Einrichtung 90 Jungen und 70 Mädchen im Alter zwischen 7 und 15,5 Jahren. Betreut wurden sie von einem Arzt, einem Chirurgen, einen Verwalter, einem Schreiner, drei Lehrern, einem Koch, einer Wäscherin, zwei Schneidern, einem Schuster und einem Türsteher sowie neun Betreuern, von denen jeder einen Schlafsaal beaufsichtigte.  Drei Vertreter der Gemeinde führten die Oberaufsicht. Die Obergrenze von 160 Kindern wurde 1842 festgeschrieben.
Am 17. November 1906 wurde das Spend- und Waisenhaus mit 80 Kindern nach Danzig-Langfuhr in ein neues Gebäude verlegt. Bis 1945 beherbergte es etwa 70 bis 80 Kinder beiderlei Geschlechts im Alter von 6 bis 14 Jahren.
Im alten Gebäude wurde ein Möbellager eingerichtet. Einige Räume nutzte in der Zeit von 1912 bis Ende 1914 die Danziger Auskunfts- und Fürsorgestelle für Tuberkulose. Die Stadt richtete 1920 im Hauptgebäude 14 Gemeinschaftswohnungen ein. Die ehemalige Schule wurde 1919 vom Verlag der Volkswacht übernommen und als Druckerei genutzt. Seit 1920 wurde dort die Danziger Volksstimme gedruckt. Auch die Pressestelle der Sozialdemokratischen Partei der Freien Stadt Danzig hatte dort ihren Sitz. Von 1924 bis 1936 war Julius Gehl Geschäftsführer des Verlages. Nach dessen Zwangsauflösung ließ der Senat die Schule leerstehen. Den Garten mit seinem Pavillon übernahm der Verein zur Errichtung und Förderung von Kindergärten, der dort die Fröbel-Kinderpflegerinnen-Schule und den Fröbelschen Kindergarten einrichtete. Das 1925 errichtete Kindergartengebäude wurde auch nach dem Zweiten Weltkrieg als solches betrieben. Die Schule und der Gartenpavillon von 1763 wurden 1945 zerstört. Der Eintrag in das Denkmalregister der Woiwodschaft Pommern erfolgte am 24. Februar 1967 unter den Nummer 308 (A-433). Das Areal ist Teil einer Denkmalzone. Renovierungen erfolgten 1958 und 1978.
Im Jahr 2016 zogen die letzten Mieter aus und das Gebäude dient seitdem als Filiale der Gdańska Galeria Miejska (Danziger Städtische Galerie). Es ist nach Daniel Chodowiecki (1726–1801) und Günter Grass (1927–2015) benannt und soll in den Jahren 2020 bis 2023 eine umfassende Sanierung und Neugestaltung erfahren. Das nicht mehr vorhandene Schulgebäude und der Gartenpavillon werden neu errichtet. Die Wiedereröffnung als internationales und interdisziplinäres Kulturzentrum ist für Oktober 2023 geplant. Chodowiecki hatte von 1783 bis zu seinem Tod großen Einfluss auf die Neubelebung und Reform der Berliner Akademie der Künste.

## Gedenktafeln

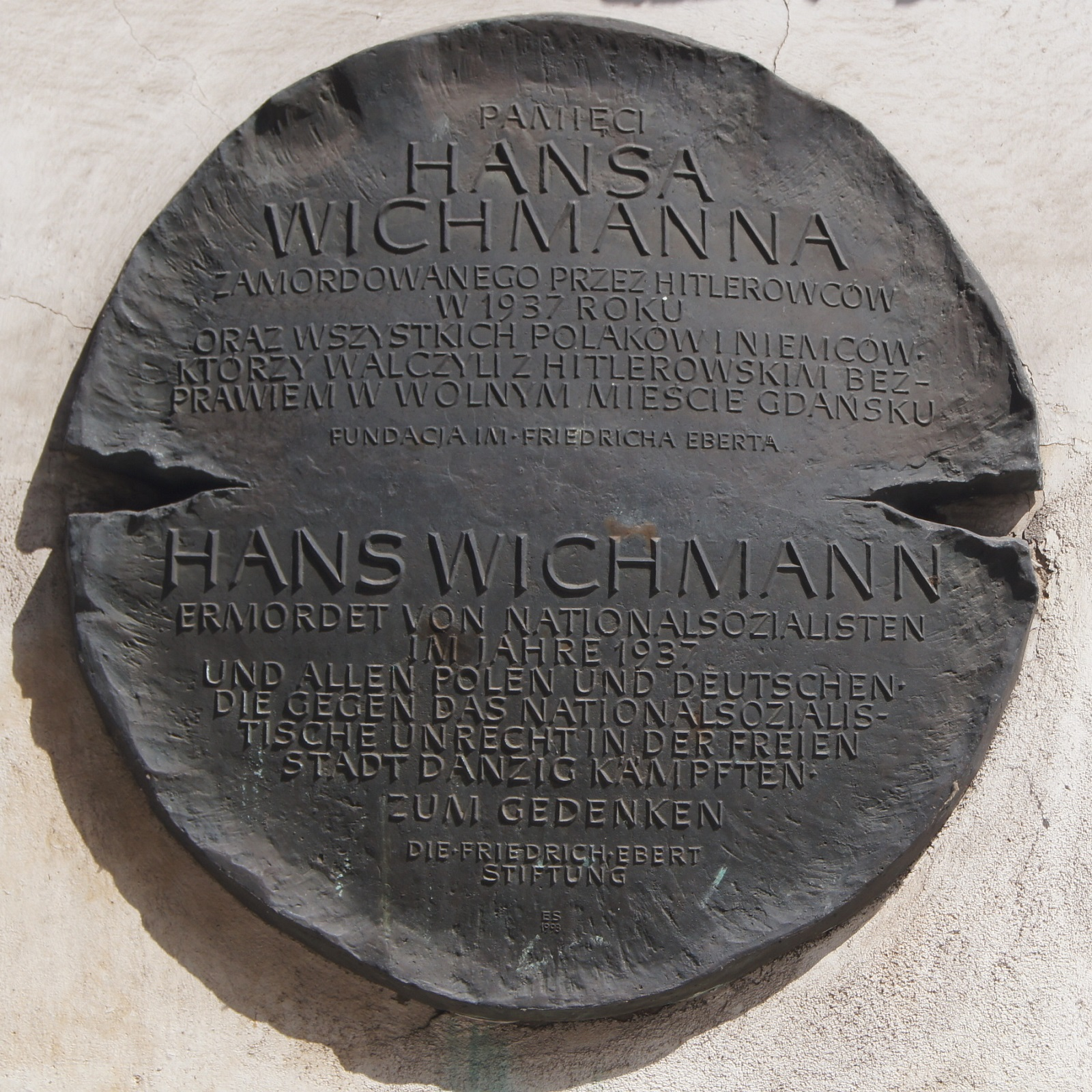
Gedenktafel für den ermordeten Hans Wichmann

Straßenseitig ist eine Gedenktafel für den im Mai 1937 ermordeten SPD-Politiker Hans Wichmann angebracht.
Vier historische Gedenktafeln wurden nach Erweiterungen und dem Ausbau der Kapelle angebracht.